# À nous quatre (bande originale)
The Parent Trap est la bande originale, distribuée par Hollywood Records, de la comédie américaine, À nous quatre, produit par Walt Disney Pictures et réalisé par Nancy Meyers en 1998. Cette bande originale est composée de deux CD, l'un reprend des chansons d'artistes et de groupes divers et l'autre ne reprend que les titres du compositeur Alan Silvestri.

## The Parent Trap - Music Composed & Conducted by
Toute la musique est composée par Alan Silvestri.
| 1.    | The Disney Logo              | 0:16 |
| 2.    | Suite from "The Parent Trap" | 7:14 |
| 3.    | Anna and Martin              | 1:00 |
| 4.    | Shake Hands, Girls           | 0:35 |
| 5.    | Like Twins                   | 3:39 |
| 6.    | Changes                      | 2:42 |
| 7.    | Hallie Meets Mom             | 3:44 |
| 8.    | Annie Meets Dad              | 2:11 |
| 9.    | Vineyard Suite               | 1:39 |
| 10.   | I Am Annie                   | 1:17 |
| 11.   | Dad's Getting Married        | 1:02 |
| 12.   | Hallie Breaks The News       | 1:50 |
| 13.   | You'll Kill In It            | 0:53 |
| 14.   | Table For Two                | 1:52 |
| 15.   | She's Gone                   | 2:07 |
| 16.   | Where Dreams Have No End     | 2:19 |
| 17.   | We Actually Did It           | 1:39 |
| 18.   | Finale                       | 3:53 |
| 39:52 |                              |      |

## The Parent Trap - Original Soundtrack
| 1.    | L O V E                            | Nat King Cole                       | 2:32 |
| 2.    | Do You Believe In Magic            | The Lovin' Spoonful                 | 2:06 |
| 3.    | There She Goes                     | The La's                            | 2:44 |
| 4.    | Top Of The World                   | Shonen Knife                        | 3:57 |
| 5.    | Here Comes The Sun                 | Bob Khaleel                         | 3:09 |
| 6.    | I Love You For Sentimental Reasons | Linda Ronstadt                      | 3:45 |
| 7.    | Soulful Strut                      | Young-Holt Unlimited                | 3:01 |
| 8.    | Never Let You Go                   | Jakaranda                           | 3:09 |
| 9.    | Bad To The Bone                    | George Thorogood and The Destroyers | 4:50 |
| 10.   | The Happy Club                     | Bob Geldof                          | 4:06 |
| 11.   | Suite From "The Parent Trap"       | Alan Silvestri                      | 7:15 |
| 12.   | This Will Be (An Everlasting Love) | Natalie Cole                        | 2:49 |
| 13.   | Dream Come True                    | Ta-Gana                             | 3:51 |
| 14.   | Groovin'                           | Pato Banton & The Reggae Revolution | 3:54 |
| 15.   | Let's Get Together                 | Nobody's Angel                      | 3:08 |
| 54:16 |                                    |                                     |      |

## Musiques additionnelles
- On entend aussi durant le film, les titres suivants[3], qui ne sont, ni repris sur cet album, ni sur l'album The Parent Trap - Original Soundtrack. Il s'agit de :
  - The Great Escape March
    - Écrit par Elmer Bernstein et Albert Stillman[4]

  - Parents Just Don't Understand
    - Écrit par Pete Harris, Will Smith, et Jeffrey A. Townes[5]
    - Interprété par DJ Jazzy Jeff et The Fresh Prince
    - Avec l'aimable autorisation de Jive Records

  - In The Mood
    - Écrit par Joe Garland

  - Everyone Merenge
    - Écrit et interprété par Joe Bones Johnson
    - Avec l'aimable autorisation d'Associated Production Music

  - How Bizarre
    - Écrit par Alan Jansson et Paul Fuemana
    - Interprété par OMC
    - Avec l'aimable autorisation de PolyGram Records Ltd.
    - Par arrangement avec PolyGram Film & TV Music

  - Ev'ry Time We Say Goodbye
    - Écrit par Cole Porter
    - Interprété par Ray Charles et Betty Carter
    - Avec l'aimable autorisation de Ray Charles Enterprises Inc.

  - Rule, Britannia![6]
    - Écrit par James Thomson
    - Musique de Thomas Arne